# Pro Fide Rege et Lege
Pro Fide Rege et Lege (łac. Za wiarę, króla i prawo) – półrocznik wydawany od 1988 roku przez Klub Zachowawczo-Monarchistyczny (por. dewiza Pro Fide, Lege et Rege). Czasopismo zajmuje się propagowaniem kontrrewolucji. Tematyka pisma koncentruje się przede wszystkim wokół katolicyzmu integralnego, także polityki, filozofii i historii.
Redaktorem naczelnym jest Adam Wielomski. Poprzednim redaktorem naczelnym, do 2008 roku, był Artur Górski. Na łamach pisma publikowani m.in. Adam Wielomski, Jacek Bartyzel, Artur Górski, Artur Zawisza, Janusz Korwin-Mikke, Tomasz Gabiś, Stanisław Michalkiewicz, ks. Rafał Trytek.
Pismo wychodzi co pół roku, nakład liczy ok. 1100 egzemplarzy. W latach 90. nakład dochodził do 3000 egzemplarzy. Działalność publicystyczna redaktorów „Pro Fide Rege et Lege” prowadzona jest również na stronie internetowej sympatyków Klubu Zachowawczo-Monarchistycznego.